# العلاقات الأندورية السريلانكية
العلاقات الأندورية السريلانكية هي العلاقات الثنائية التي تجمع بين أندورا وسريلانكا.

## مقارنة بين البلدين
هذه مقارنة عامة ومرجعية للدولتين:
| وجه المقارنة                                              | أندورا                                                     | سريلانكا                         |
| --------------------------------------------------------- | ---------------------------------------------------------- | -------------------------------- |
| المساحة (كم2)                                             | 468                                                        | 65.61 ألف                        |
| عدد السكان (نسمة)                                         | 76.18 ألف                                                  | 21.44 مليون                      |
| الكثافة السكانية (ن./كم²)                                 | 16.28 ألف                                                  | 326.78                           |
| العاصمة                                                   | أندورا لا فيلا                                             | سري جاياواردنابورا كوتي، كولمبو  |
| اللغة الرسمية                                             | اللغة الكتالونية                                           | اللغة السنهالية، اللغة التاميلية |
| العملة                                                    | يورو                                                       | روبية سريلانكي                   |
| الناتج المحلي الإجمالي (بليون دولار)                      | 3.01 مليار                                                 | 87.17 مليار                      |
| الناتج المحلي الإجمالي (تعادل القوة الشرائية) بليون دولار |                                                            | 246.62 مليار                     |
| الناتج المحلي الإجمالي الاسمي للفرد دولار أمريكي          |                                                            | 3.93 ألف                         |
| الناتج المحلي الإجمالي للفرد دولار أمريكي                 |                                                            | 11.11 ألف                        |
| مؤشر التنمية البشرية                                      | 0.858                                                      | 0.757                            |
| رمز المكالمات الدولي                                      | +376                                                       | +94                              |
| رمز الإنترنت                                              | .ad                                                        | .lk،                             |
| المنطقة الزمنية                                           | ت ع م+01:00، توقيت وسط أوروبا، ت ع م+02:00، أوروبا/أندورا ‏ | ت ع م+05:30                      |

## منظمات دولية مشتركة
يشترك البلدان في عضوية مجموعة من المنظمات الدولية، منها:
| علم المنظمة | اسم المنظمة                   | تاريخ انضمام أندورا | تاريخ انضمام سريلانكا |
| ----------- | ----------------------------- | ------------------- | --------------------- |
|             | الاتحاد الدولي للاتصالات      | 12 نوفمبر 1993      | 1897                  |
|             | منظمة حظر الأسلحة الكيميائية  | ?                   | ?                     |
|             | يونسكو                        | 20 أكتوبر 1993      | 14 نوفمبر 1949        |
|             | الأمم المتحدة                 | 28 يوليو 1993       | 14 ديسمبر 1955        |
|             | منظمة الشرطة الجنائية الدولية | ?                   | ?                     |

## وصلات خارجية
- موقع وزارة الخارجية الأندورية
- موقع وزارة الخارجية السريلانكية